# Aerosana
Die Krankenversicherung Aerosana Versicherungen AG fusionierte per 1. Januar 2011 mit der Progrès Versicherungen AG, beides Tochtergesellschaften der Helsana-Gruppe Die Versicherten von Aerosana werden seit diesem Zeitpunkt von Progrès betreut. Mit dem Zusammenschluss endete der Marktauftritt von Aerosana.
Das Kerngeschäft bildete die Grundversicherung nach dem Krankenversicherungsgesetz. Bei den freiwilligen Zusatzversicherungen für ergänzende Leistungen der Krankenpflege, Spitalbehandlungen, Langzeitpflege, Zahnbehandlungen sowie Lohnausfall und Kapitalversicherungen arbeitete die Aerosana Versicherungen AG mit der Helsana Zusatzversicherungen AG zusammen.

## Geschichte
Aerosana wurde 1987 als Verein in Kloten durch eine Gruppe damaliger Swissair-Piloten gegründet. Nachdem infolge des Konkurses der Swissair 2001 der Versicherungsbestand bis Ende 2005 auf noch rund 6'000 Personen gesunken war, schloss sich Aerosana auf Anfang 2006 der Helsana-Gruppe an. Diese wandelte den Verein in eine Stiftung um und richtete die Krankenkasse als eigenständige Marke mit Fokus auf Versicherte zwischen 30 und 40 Jahren sowie Familien am Markt neu aus, was zu einer starken Zunahme der Versicherten und des Prämienvolumens führte. Im Zuge der Konzentration der Aktivitäten am neuen Hauptsitz der Helsana wurde 2008 der Sitz der Aerosana nach Dübendorf verlegt.
Im Zuge der strategischen Neuausrichtung der Helsana-Gruppe im Juni 2010 fusionierten per 1. Januar 2011 die Helsana-Tochtergesellschaften Aerosana und Progrès. Die Aerosana-Versicherten erhielten damit Zugang zum umfassenderen Leistungsangebot von Progrès. Die Zusammenführung stärkt die Finanzkraft und erhöht den unternehmerischen Spielraum zu Gunsten der Versicherten.